# Гарет Макнамара
Гарет Макнамара (англ. Garrett McNamara) — американський спортсмен-серфінгіст, рекордсмен світу.
Народився в містечку Піттсфілд, штат Массачусетс влітку 1967 р. В 1978 родина перебралася на Гаваї. Почав займатися серфінгом з раннього дитинства. Його молодший брат Ліам теж займається серфінгом і досяг успіхів в цьому спорті раніш Гарета.
Під час змагань на атлантичному узбережжі Португалії, біля берегів портового міста Назаре Каньйон, який завдяки рельєфу дна славиться своїми гігантськими хвилями, йому вдалося 10 листопада 2011 підкорити хвилю висотою 90 футів (27,5 метра). Макнамара побив попередній рекорд, який належав Майку Парсонсу. У 2008 році той підкорив хвилю заввишки в 77 футів.

За словами Ел Мінніе, друга і напарника Гаррета Макнамари, трапилося все досить несподівано:
Все було чудово — відмінна погода… і тут я побачив, що він зловив найбільшу хвилю, яку тільки бачив у своєму житті. Більшість людей злякалося б, але Гарретт контролював ситуацію навіть в найнебезпечнішій ділянці гребеня, він був просто неперевершений. Після того як хвиля пройшла, море наче заспокоїлося. Ми сиділи на березі і довго не могли прийти до тями після того, що сталося

Сам 44-річний рекордсмен так прокоментував подію:
Ця хвиля… це загадкова таємниця. Ніколи не знаєш, чи випірнеш ти живим…

## Виноски
1. ↑  https://www.theguardian.com/travel/2014/oct/19/garrett-mcnamara-surfing-nazare-portugal
2. ↑  NEWSru.ua: На гребені хвилі. 44-річний серфер несподівано "осідлав" рекордну хвилю. Архів оригіналу за 4 березня 2016. Процитовано 10 листопада 2011.
3. ↑  Серфінгіст зі США встановив світовий рекорд. — Бі-бі-сі. Архів оригіналу за 11 листопада 2011. Процитовано 10 листопада 2011.